# Svurna jungfrur

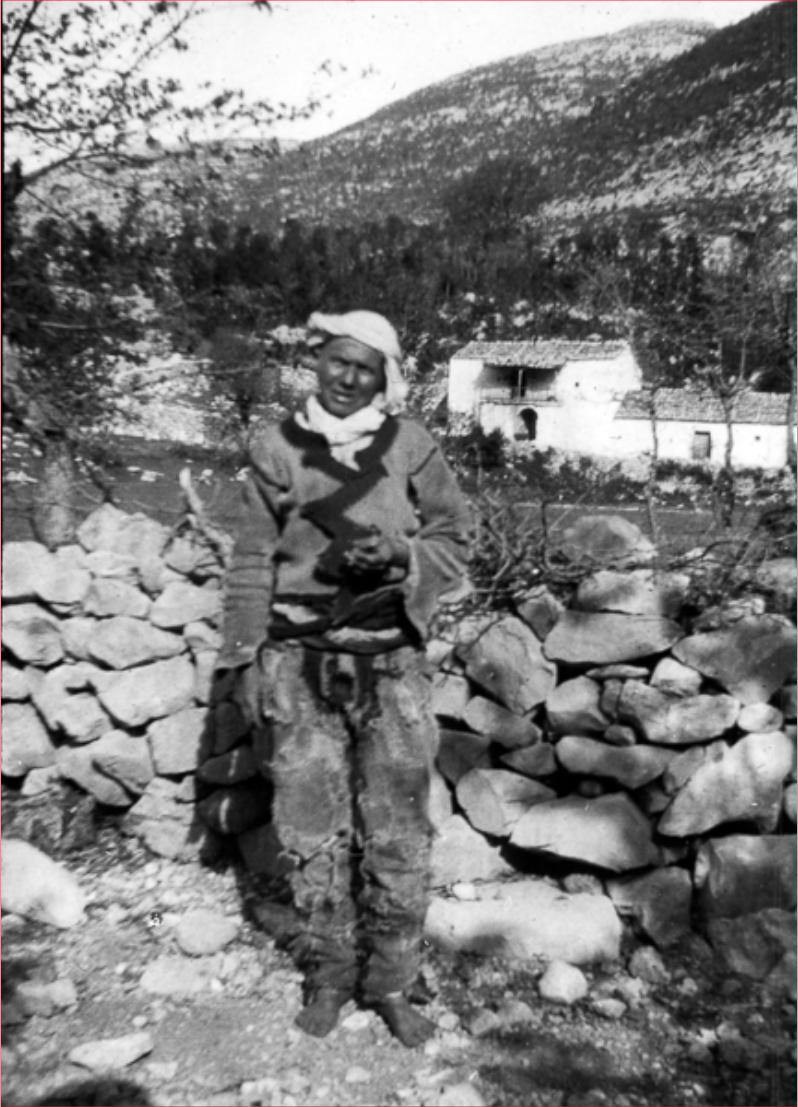
Svuren jungfru i Rapsha, Albanien i början av 1900-talet.

Svurna jungfrur var en sedvänja i vissa delar av Balkan genom vilka en kategori kvinnor av ekonomiska eller sociala skäl levde som män. Det var ett val kvinnorna kunde göra ifall mannen i hushållet dog utan en manlig arvtagare.
Svurna jungfrur, även kallat Burrneshas eller Virdžinas klär och beter sig som män, klipper sitt hår och tar över det ansvar och de rättigheter som traditionellt tillhör mannen. Att bli en svuren jungfru var traditionellt ett sätt för kvinnor att bli en del av och delta i ett patriarkalt och starkt segregerat samhälle. De fick då bära vapen, klä sig som män och prata med andra män, men till ett pris - att avlägga ett löfte om celibat. Att bli en svuren jungfru, eller "Burrnesha", gav många fördelar. Som burrnesha fick de mer ansvar och kunde ta över efter att pappan dött, ifall det inte fanns några levande män kvar inom familjen. Det var även möjligt att slippa äktenskap som familjen hade bestämt åt dottern. Det var svårt, nästan omöjligt, att som kvinna leva ensam och vara singel förr i tiden. Att i stället välja livet i celibat, utan äktenskap och inte längre vara kvinna kunde vara nyckeln till frihet. Att vara en svuren jungfru ingav mycket respekt. De ansågs vara mannen i hushållet numera och ifrågasattes inte varför de inte var gifta. 
Termen Burrnesha kommer från det albanska ordet "burra" vilket betyder man. Utövandet kommer från Kanun, en kod av ära från medeltiden. Den reglerar och föreskriver än idag livet i världens mer avlägsna platser. Kanunkoden beskrev män och kvinnors ansvar och roller, samt vilka regler som fanns för hämndmord.
Traditionen existerar i delar av Albanien, Montenegro och Kosovo, och går tillbaka till 1400-talet, enligt somliga bedömare ännu längre tillbaka. Dock är seden idag på väg att dö ut, i takt med att traditionella könsroller luckras upp. Efter intervjuer med experter inom norra Albaniens traditioner och med personer som har levt länge som svurna jungfrur säger de att det inte längre är nödvändigt. Önskan bland kvinnor förr i tiden var att rymma från rollen som kvinna, men nu finns det inte längre ett stort behov att rymma. Idag ser samhället annorlunda ut, och det är inte längre nödvändigt att bli en man för att få leva sitt eget liv. Idag är kvinnor med i polisstyrkor, regeringsdepartement och parlament så de få svurna jungfrur som finns kvar ska vara den sista generationen.